# Église Saint-Martin de Cuzorn
Pour les articles homonymes, voir Église Saint-Martin.
L'église Saint-Martin est située à Cuzorn, dans le département de Lot-et-Garonne, en France.

## Localisation
L'église Saint-Martin est située à Cuzorn, dans le département de Lot-et-Garonne, en France. Elle est située au bord du plateau qui domine la rive gauche de la Lémance.

## Historique

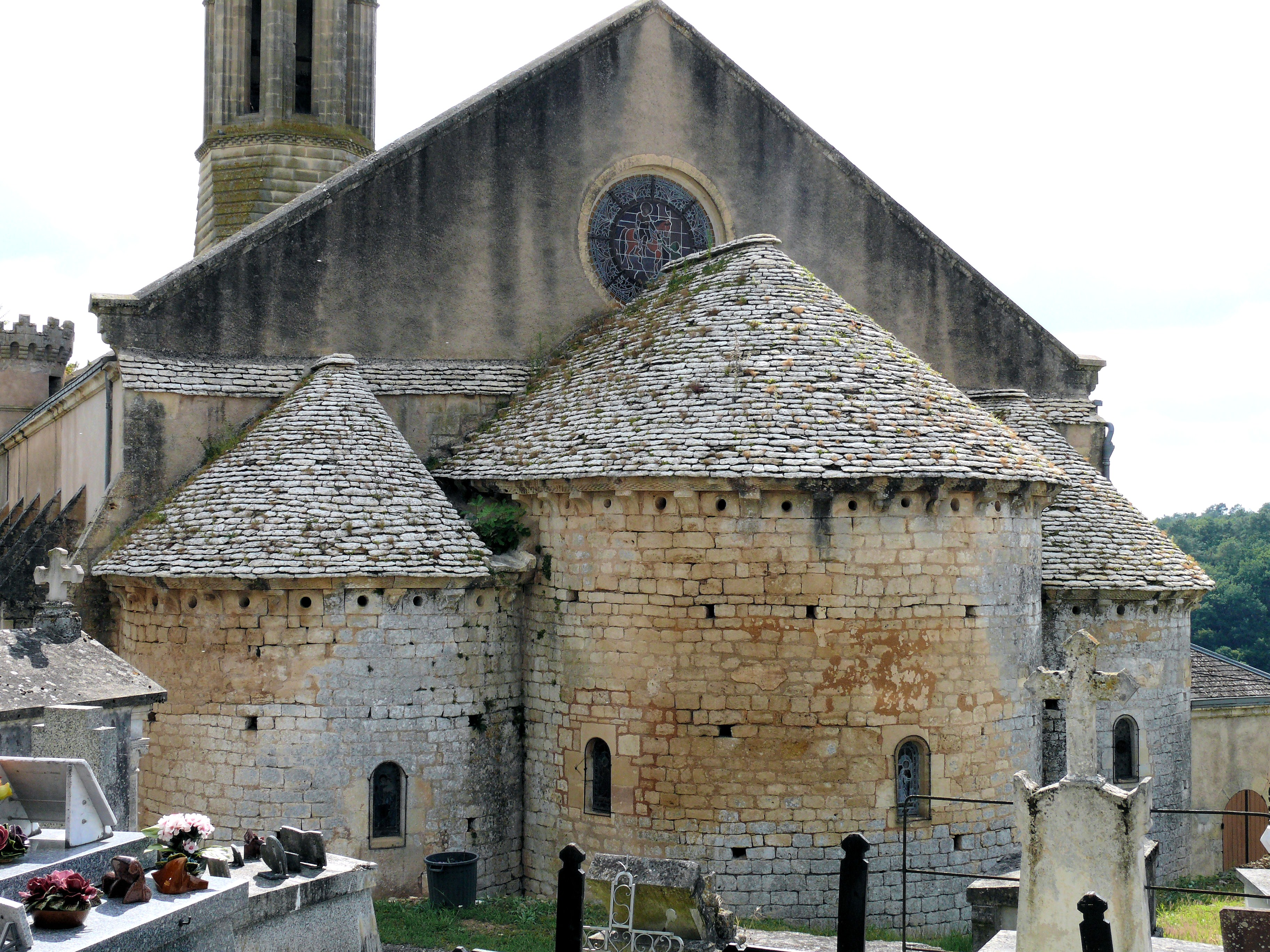
Le chevet avec l'abside et les deux absidioles

L'habitat du village  s'est développé sur le plateau. Il descend dans la vallée à la fin du Moyen âge. L'église de Cuzorn précède le château. Elle a d'abord été une église  de pèlerinage à saint Julien de Brioude qui a été construite à la limite entre le XIe et le XIIe siècle. Elle a été construite à nef unique se terminant par une abside en hémicirculaire, un transept sur lequel vient se greffer deux absidioles qui encadrent l'abside. Le chevet de l'abside et des absidioles sont décorées de modillons et de métopes perforées. L'église de Cuzorn est similaire à l'église Saint-Front de Saint-Front-sur-Lémance.
La paroisse est mentionnée au XIIIe siècle dans le bullaire de Jean de Valier dont la dîme est restituée à l'évêque d'Agen.
À la suite de la visite de 1601, l'évêque d'Agen, Nicolas de Villars, note : « L'église de Cuzorn est entièrement découverte excepté ce qui couvre l'autel qui a été rompu ... Il y a deux chapelles à côté du grand autel qui ont les autels rompus. L'église et le cimetière sont pollués par sépulture d'huguenots dont il y a quelques maisons ... »
À la fin du XVIIIe siècle, le sanctuaire est voûté et la nef reconstruite est lambrissée. Chaque absidiole est une chapelle. Celle de droite était dédiée à Notre-Dame du Rosaire celle de gauche à saint Aurély. Dans cette chapelle, la femme d'un châtelain de Cuzorn a fondé une chapellenie sous le vocable de Saint-Aurély. Le clocher à cinq ouvertures est en pignon au-dessus de l'arc triomphal.
Des travaux de réparation sont faits en 1818 sous la direction de l'architecte Hillac. Un décor peint est réalisé en 1839 par Franconi.
La nef est reconstruite dans le 4e quart du XIXe siècle. Le clocher-porche est édifié en 1879, achevé en 1880.
Le clocher est réparé en 1930 après un incendie.
L'église Notre-Dame a été inscrite au titre des monuments historiques en 1925,